# Otto Seewald
Otto Seewald (* 9. April 1898 in Wien; † 27. Juni 1968 ebenda) war ein österreichischer Prähistoriker.
Seewald studierte von 1926 bis 1933 Urgeschichte an der Universität Wien bei Oswald Menghin. Daneben betrieb er musiktheoretische Studien (Staatsprüfung für Klavier 1933). Im Anschluss war er wissenschaftliche Hilfskraft an der Prähistorischen Abteilung des Naturhistorischen Museums in Wien. 1937 wurde er Assistent bei Menghin am Urgeschichtlichen Institut der Universität Wien.
Seewald führte zahlreiche Grabungen durch, am bekanntesten sind die in Au an der Leitha, in Birgitz (Tirol) und in Aspern bei Wien. Seine letzte Grabung veranstaltete er 1949 in Böheimkirchen. Er organisierte 1943 die Übersiedlung und Neuaufstellung des Bezirksmuseums Mödling. Der Kriegsdienst bewirkte ein schweres unheilbares Nervenleiden, wodurch seine wissenschaftliche Tätigkeit in den letzten Jahrzehnten seines Lebens sehr beeinträchtigt wurde. Von ihm liegen etwa 30 Veröffentlichungen (hauptsächlich zur prähistorischen Musik und zum Neolithikum) vor.
1961 erhielt er den Förderpreis des Theodor-Körner-Stiftungsfonds.

## Veröffentlichungen (Auswahl)
- Beiträge zur Kenntnis der steinzeitlichen Musikinstrumente Europas. Wien: A. Schroll, 1934.
- Der Bronzefund aus Staudach, O.-Ö. Wien: Anthropologische Gesellschaft, 1937.
- Der Vogelwagen vom Glasinac. Leipzig: Kabitzsch, 1939.
- Die jungneolithische Siedlung in Retz, ND. Leipzig: J. A. Barth, 1940.
- Eine bronzezeitliche Gefässflöte aus Vörömart, Kom. Baranya, Ungarn. Buenos Aires, 1958.
- Eine jungneolithische Gefässflöte vom Hochberg in Perchtoldsdorf, Niederösterreich. Buenos Aires, 1965.